# Hermann Hummels
Hermann Hummels (* 29. September 1959 in Hamm) ist ein ehemaliger deutscher Fußballspieler und  -trainer. Er ist der Vater der deutschen Fußballspieler Mats und Jonas Hummels und als Berater tätig.

## Karriere

### Spielerkarriere
Hermann Hummels begann mit dem Fußballspielen im Hammer Süden bei der Ssg Hamm (seit der Fusion mit Post SuS Hamm: SSV Hamm 1905/06). Zur A-Jugend wechselte er zur Hammer Spielvereinigung 03/04 und begann im Seniorenbereich 1978/79 in der Landesliga. Nach dem Aufstieg in die Oberliga spielte er noch bis 1982 in der Oberligamannschaft der Hammer Spielvereinigung.
Zur Runde 1982/83 unterschrieb der vormalige Amateurfußballer der Hammer SpVg beim Aufsteiger in die 2. Liga, TuS Schloß Neuhaus, einen Lizenzspielervertrag. Für die Mannschaft von Trainer Fritz Grösche absolvierte Hummels elf Ligaspiele. 1983 wechselte er vom Vorgängerverein des SC Paderborn zunächst zum FV Bad Honnef. Nach zwei Spielzeiten ging Hummels zum Bonner SC, kehrte allerdings nach drei Spielzeiten im BSC-Trikot noch einmal nach Bad Honnef zurück. Dort beendete er 1990 seine Spielerkarriere.

### Trainerkarriere
Vom 8. Januar bis zum 5. November 1991 war Hummels Trainer beim hessischen Oberligisten SV Wehen.
Von Oktober 1994 bis April 1995 trainierte er als Nachfolger von Josip Kuže den damaligen Zweitligisten 1. FSV Mainz 05. Einer seiner Spieler war damals Jürgen Klopp. Später war Hummels lange Jugendtrainer beim FC Bayern München und dort bis 30. Juni 2012 als Jugendkoordinator tätig.

### Tätigkeit als Berater
Hummels ist als Berater für Fußballer in seiner eigenen Firma HMH-Sportmanagement tätig. Hierbei betreut er unter anderem seinen Sohn Mats.

## Privates
Hermann Hummels war bis 1996 mit der Sportreporterin Ulla Holthoff verheiratet. Die gemeinsamen Söhne Mats (* 1988) und Jonas (* 1990) wurden beide Profifußballspieler. Seit 2005 ist er in zweiter Ehe verheiratet.